# Tomopteris septentrionalis
Tomopteris septentrionalis är en ringmaskart som beskrevs av Japetus Steenstrup 1849. Tomopteris septentrionalis ingår i släktet Tomopteris och familjen Tomopteridae. Arten är reproducerande i Sverige. Inga underarter finns listade i Catalogue of Life.